# Liste der Kulturdenkmäler in Salz (Westerwald)
In der Liste der Kulturdenkmäler in Salz sind alle Kulturdenkmäler der rheinland-pfälzischen Ortsgemeinde Salz aufgeführt. Grundlage ist die Denkmalliste des Landes Rheinland-Pfalz (Stand: 21. Dezember 2021).

## Einzeldenkmäler
| Bezeichnung                     | Lage                                   | Baujahr                            | Beschreibung | Bild                           |
| ------------------------------- | -------------------------------------- | ---------------------------------- | --- | ------------------------------ |
| Kindergarten                    | Adelphusweg 2 Lage                     | um 1910/20                         | ehemalige Schule; eingeschossiger Bruchsteinbau, Mansarddach, um 1910/20                                                                                       | weitere Bilder Fotos hochladen |
| Hofanlage                       | Hainstraße 9 Lage                      | 19. Jahrhundert                    | Hofanlage; verputztes Fachwerkhaus, wohl aus dem 19. Jahrhundert, Fachwerkscheune, erste Hälfte des 19. Jahrhunderts                                           | weitere Bilder Fotos hochladen |
| Wohnhaus                        | Hauptstraße 7 Lage                     | Mitte des 18. Jahrhunderts         | Fachwerkhaus, Mitte oder zweite Hälfte des 18. Jahrhunderts, rückwärtig erweitert im 19. Jahrhundert                                                           | Fotos hochladen                |
| Hofanlage                       | Hauptstraße 10/12 Lage                 |                                    | Hofanlage; Baugruppe aus: - ehemaliger Scheune, jetzt Einfirstanlage (Nr. 10) - kleinem Fachwerkhaus, im 19. Jahrhundert straßenseitig erweitert (Nr. 12)      | weitere Bilder Fotos hochladen |
| Katholische Kirche St. Adelphus | Hauptstraße 22 Lage                    |                                    | romanische Pfeilerbasilika, spätgotischer Chor | weitere Bilder Fotos hochladen |
| Hofanlage                       | Jahnstraße 14 Lage                     | zweite Hälfte des 17. Jahrhunderts | Streckhof; Fachwerkhaus, zweite Hälfte des 17. Jahrhunderts, Fachwerkscheune, teilweise massiv, um 1900, mit älteren Resten                                    | Fotos hochladen                |
| Hofanlage                       | Untergasse 4 Lage                      | um 1700                            | Hofanlage; Fachwerkhaus, teilweise massiv und verkleidet, Ende des 17. oder Anfang des 18. Jahrhunderts, Fachwerkscheune, 17. oder Anfang des 18. Jahrhunderts | weitere Bilder Fotos hochladen |
| Wohnhaus                        | Untergasse 6 Lage                      | 17. Jahrhundert                    | Fachwerkhaus, teilweise massiv und verkleidet, 17. Jahrhundert (?), in der ersten Hälfte des 18. Jahrhunderts erweitert                                        | weitere Bilder Fotos hochladen |
| Wohnhaus                        | Untergasse 12 Lage                     | 17. oder 18. Jahrhundert           | Fachwerkhaus, teilweise massiv, verputzt, wohl aus dem 17. oder 18. Jahrhundert                                                                                | Fotos hochladen                |
| Heiligenhäuschen                | südwestlich des Ortes an der K 96 Lage | 1764                               | Sandsteinbau, Marmorrelief, bezeichnet 1764 | weitere Bilder Fotos hochladen |
| Kreuzweg                        | nördlich des Ortes an der K 96 Lage    | nach 1850                          | Kreuzweg von der Kirche zur St.-Leonhard-Kapelle; Stationen in Form von giebelförmig geschlossenen Heiligenhäuschen, kurz nach 1850                            | weitere Bilder Fotos hochladen |

## Kreuzweg

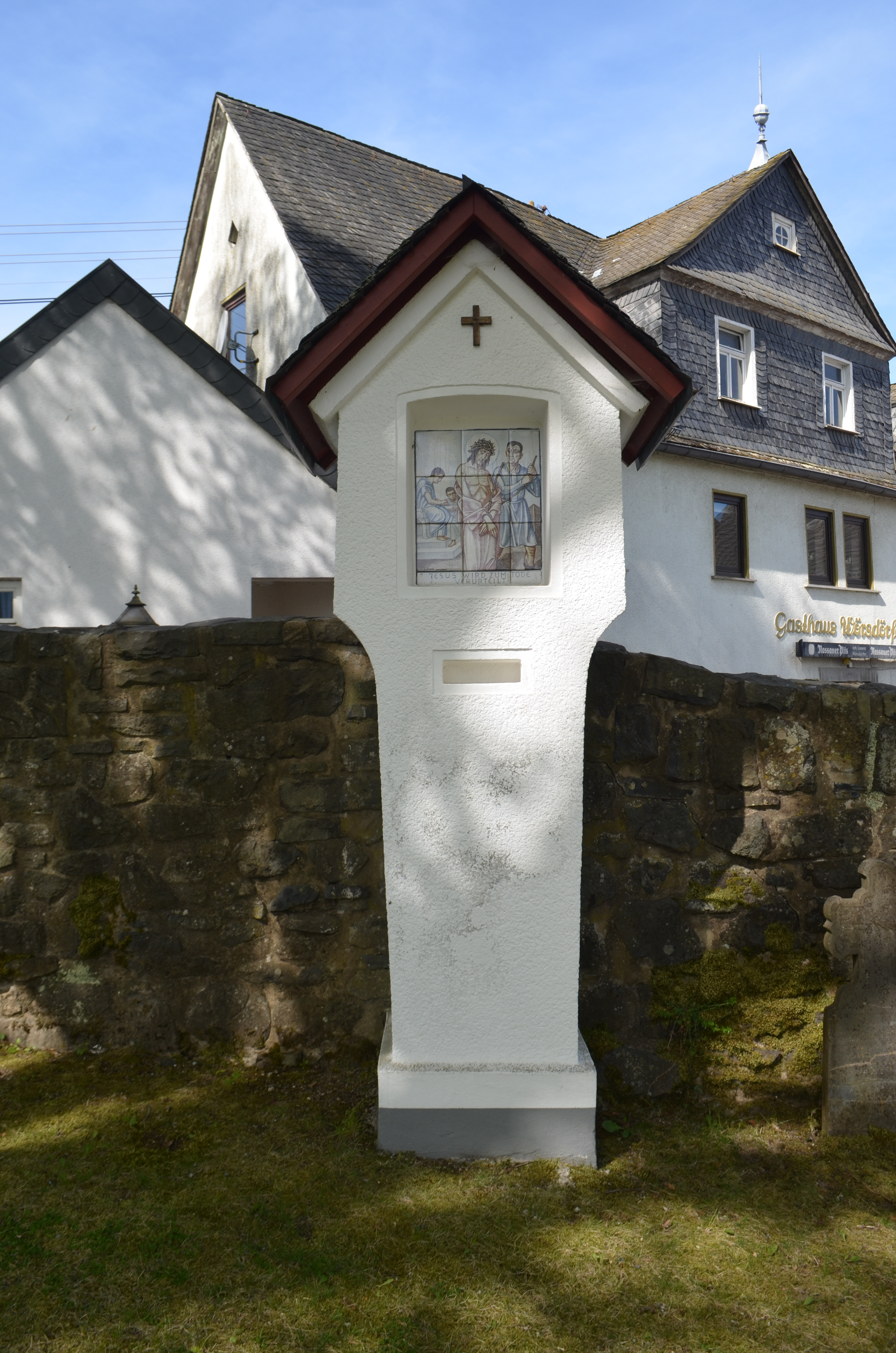
Kreuzweg, Station 1 an der Kirche
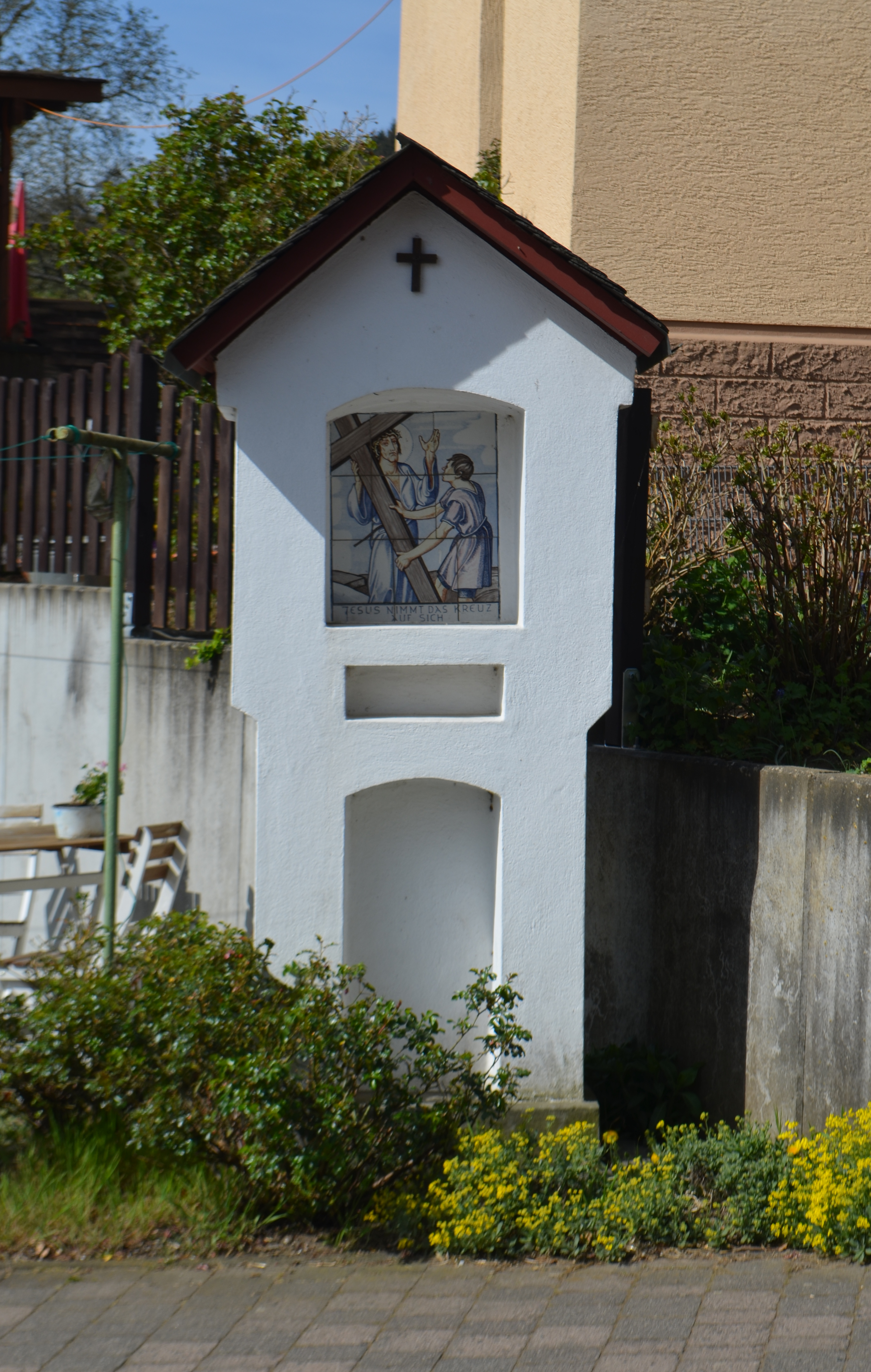
Kreuzweg, Station 2
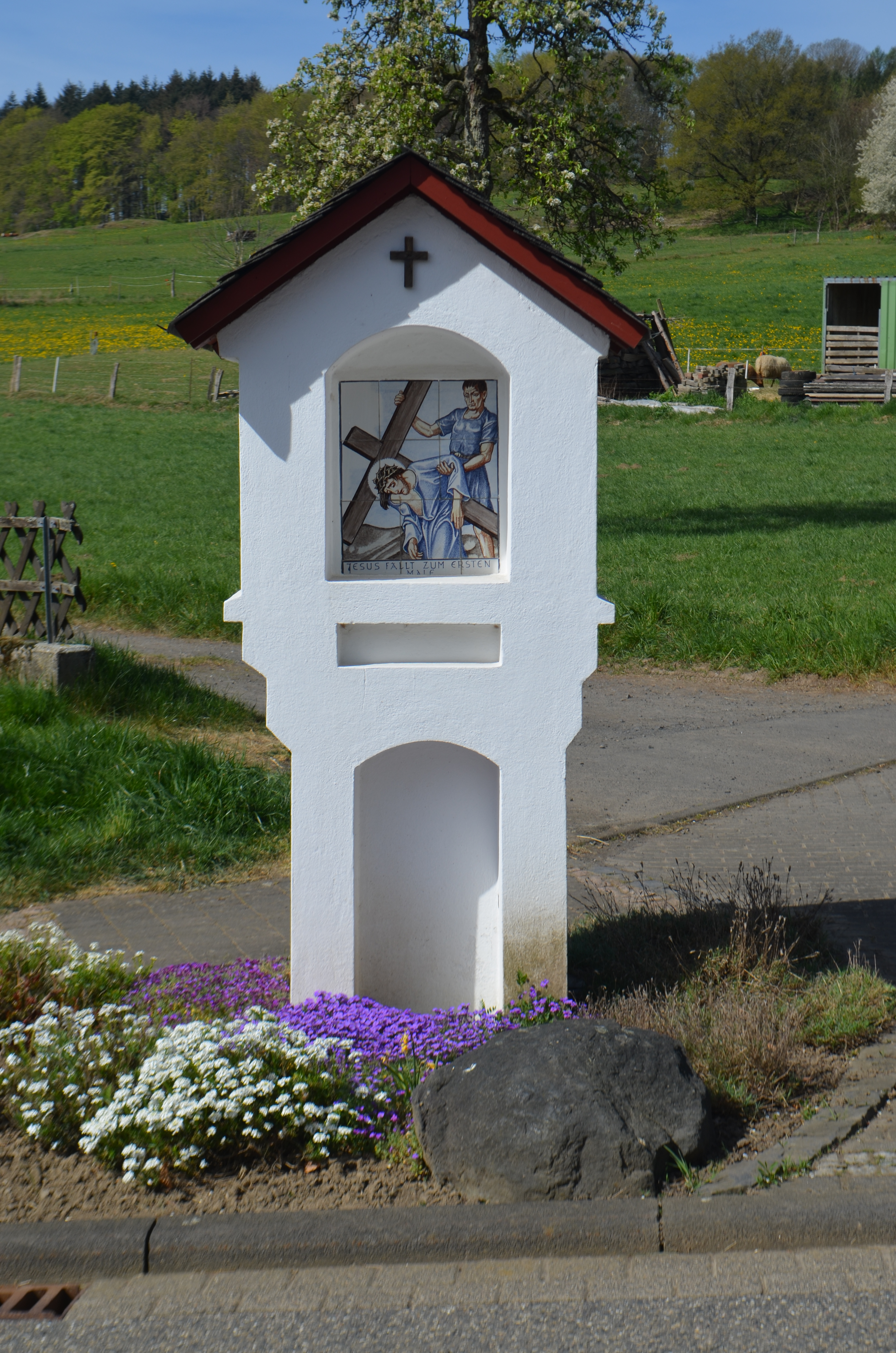
Kreuzweg, Station 3
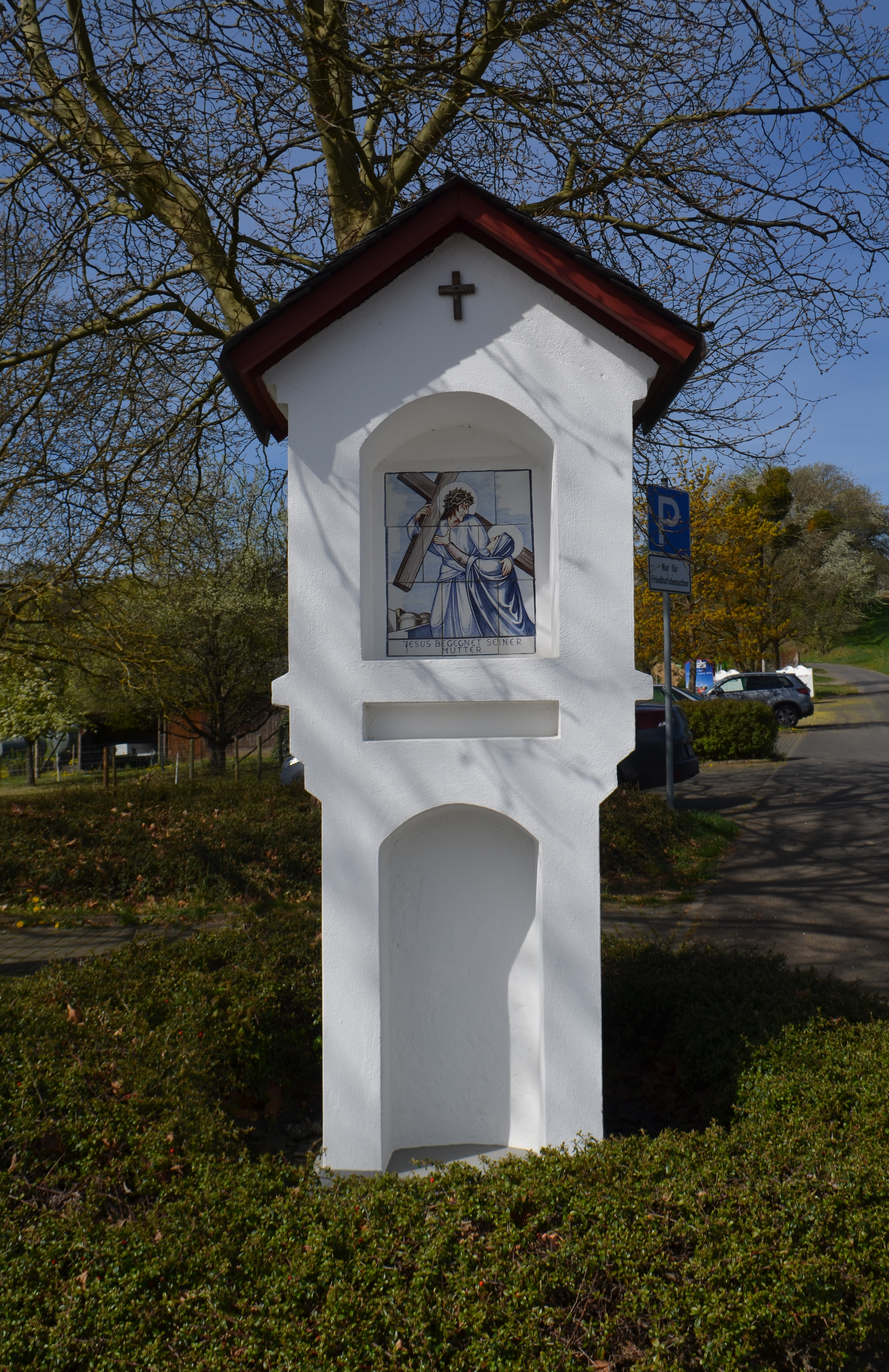
Kreuzweg, Station 4
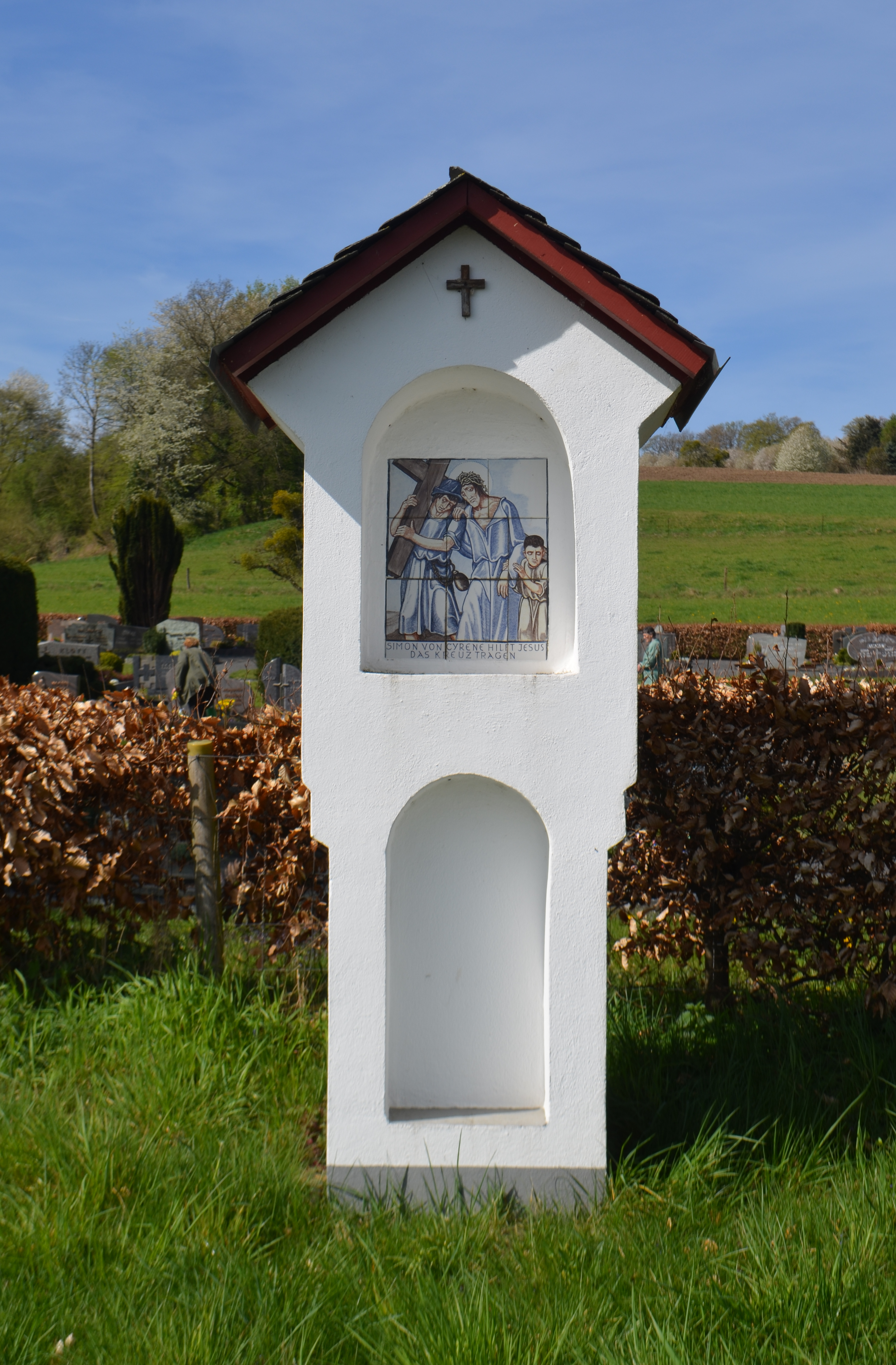
Kreuzweg, Station 5
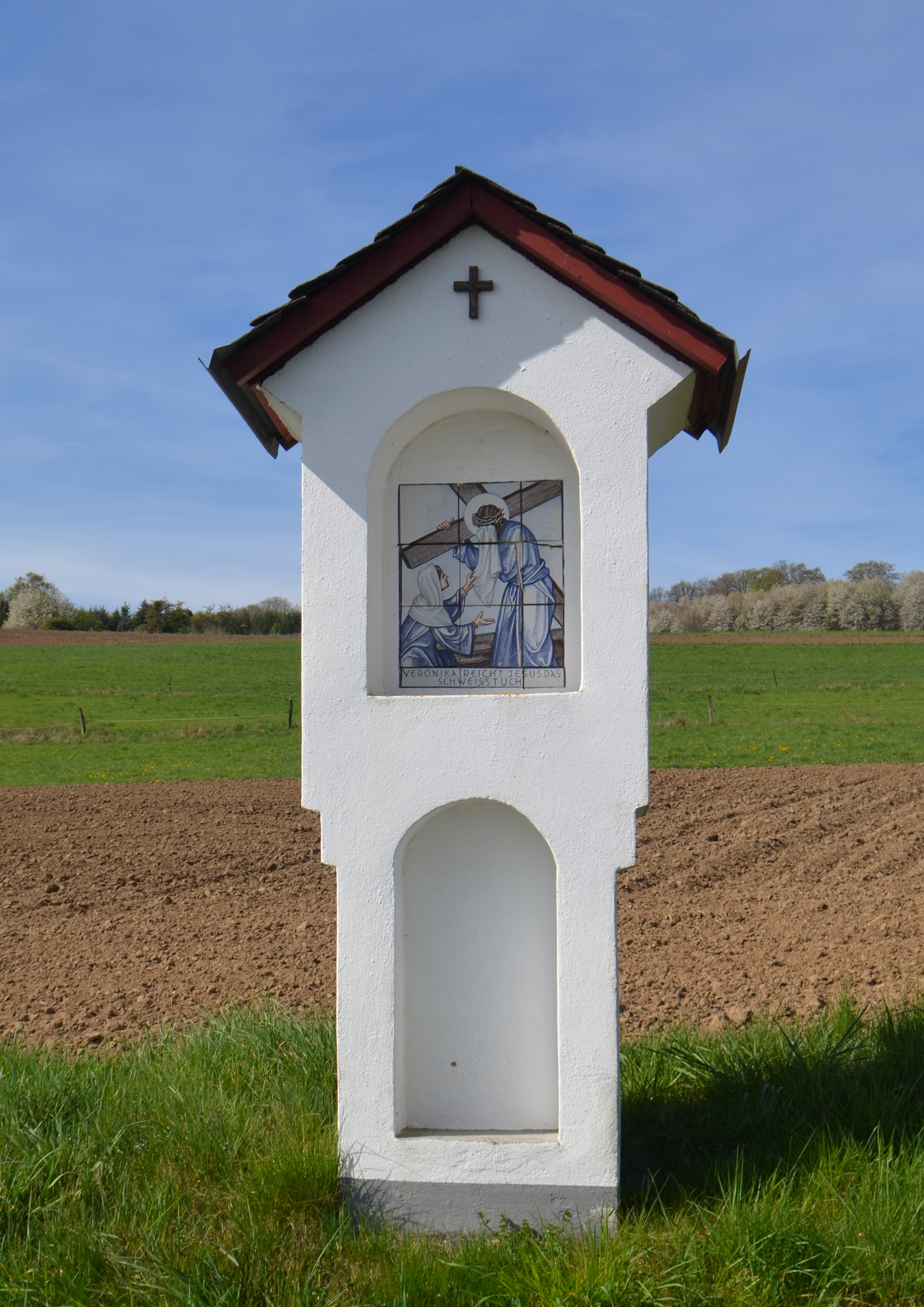
Kreuzweg, Station 6
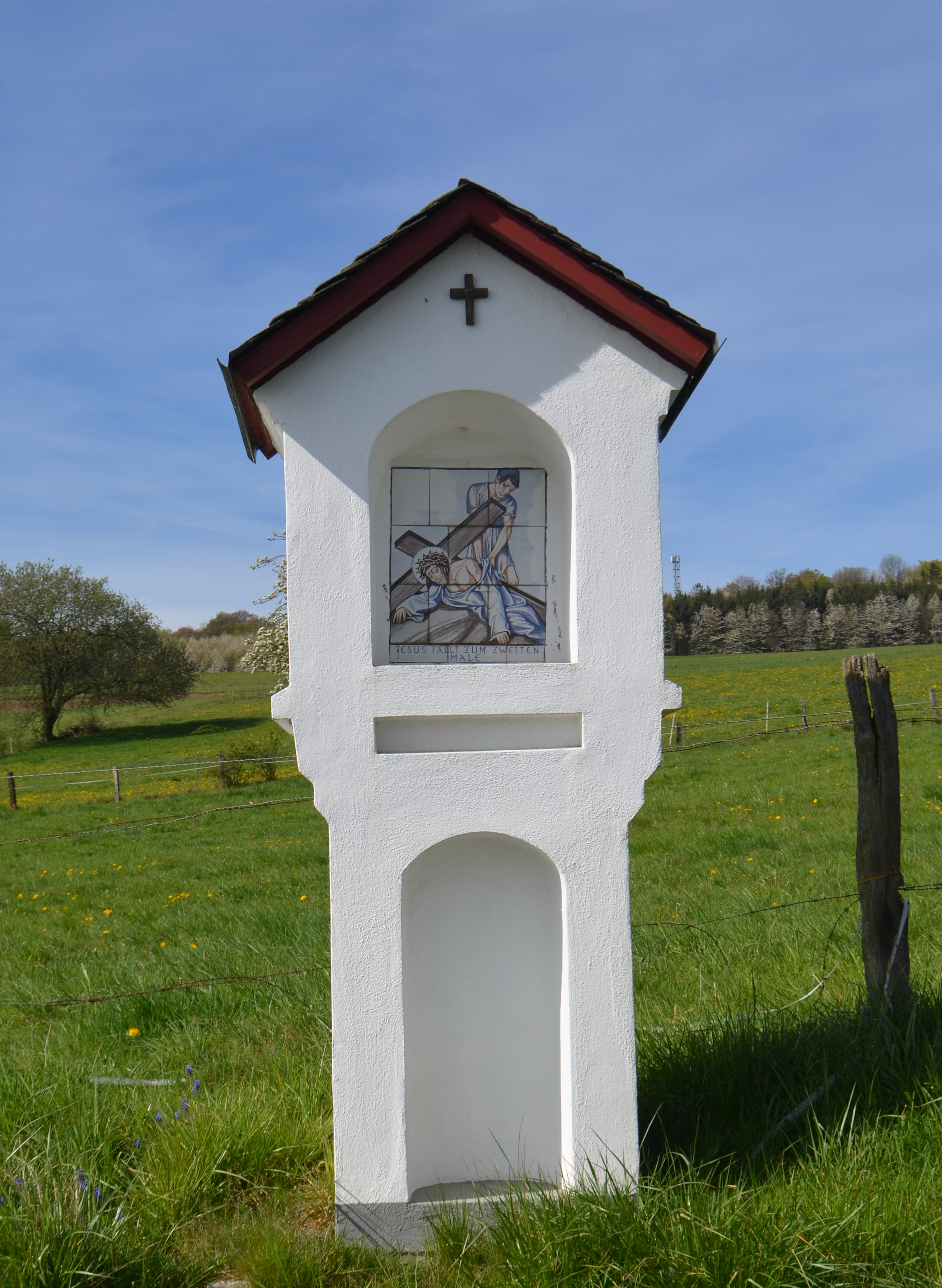
Kreuzweg, Station 7
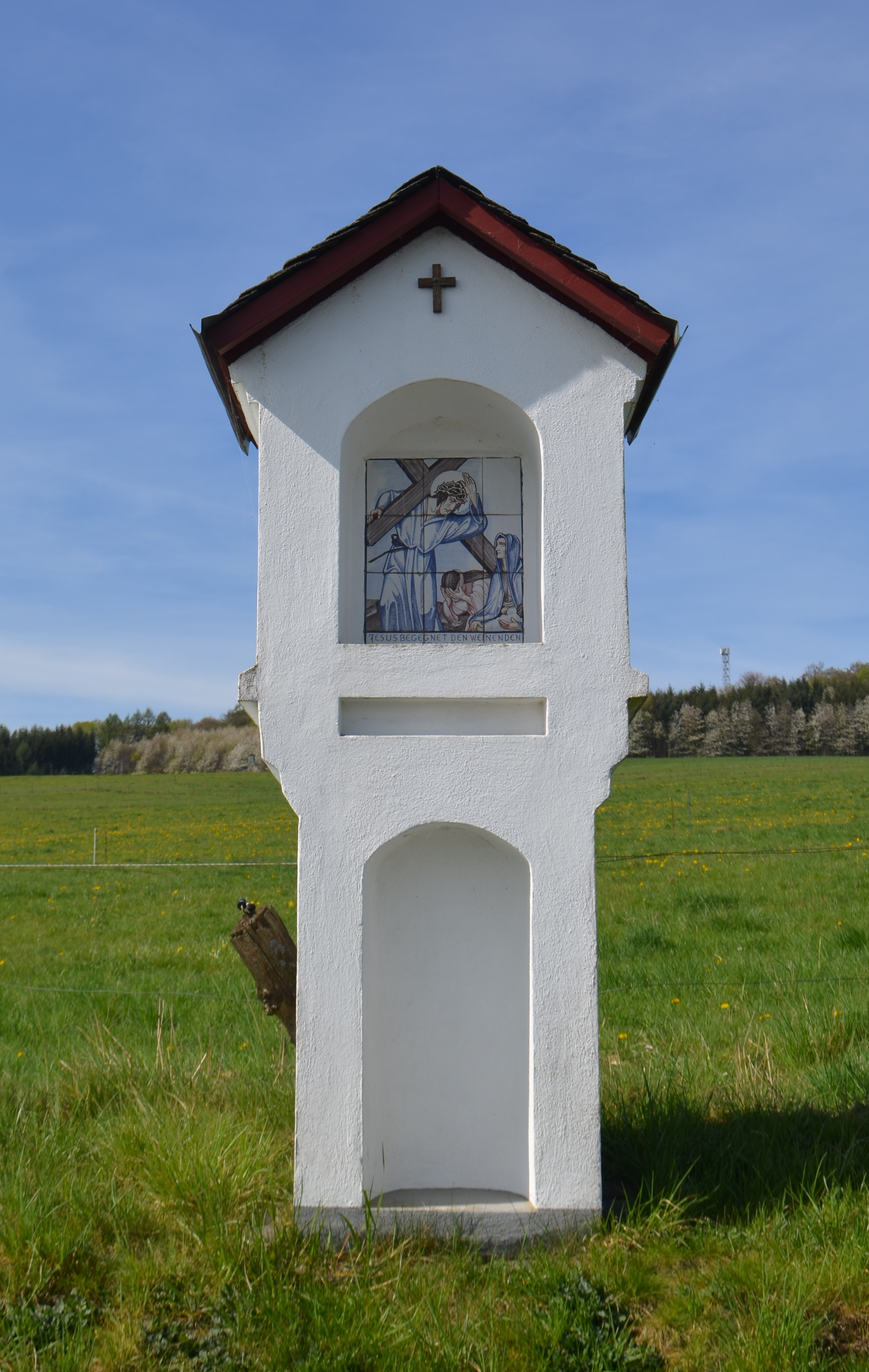
Kreuzweg, Station 8
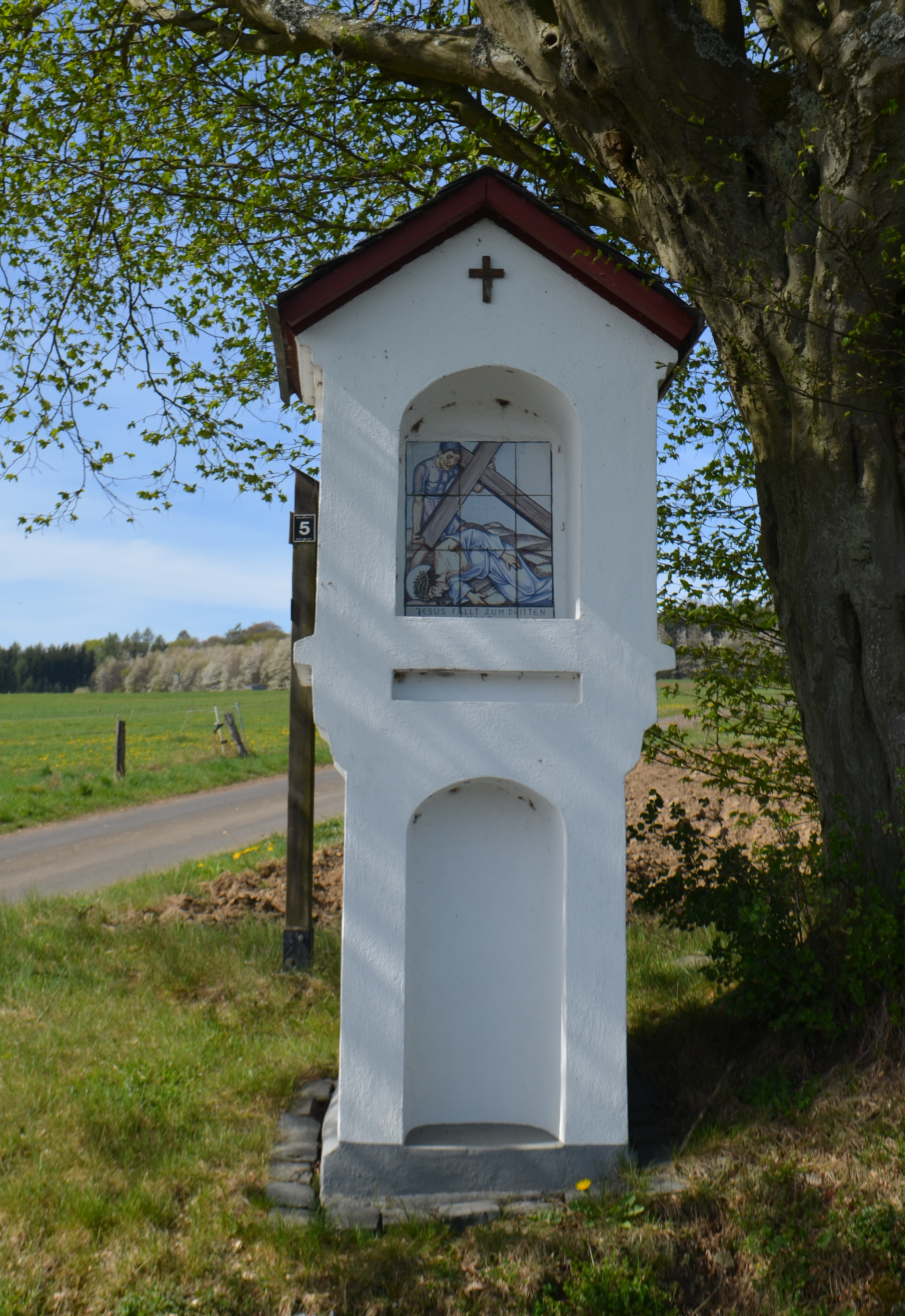
Kreuzweg, Station 9
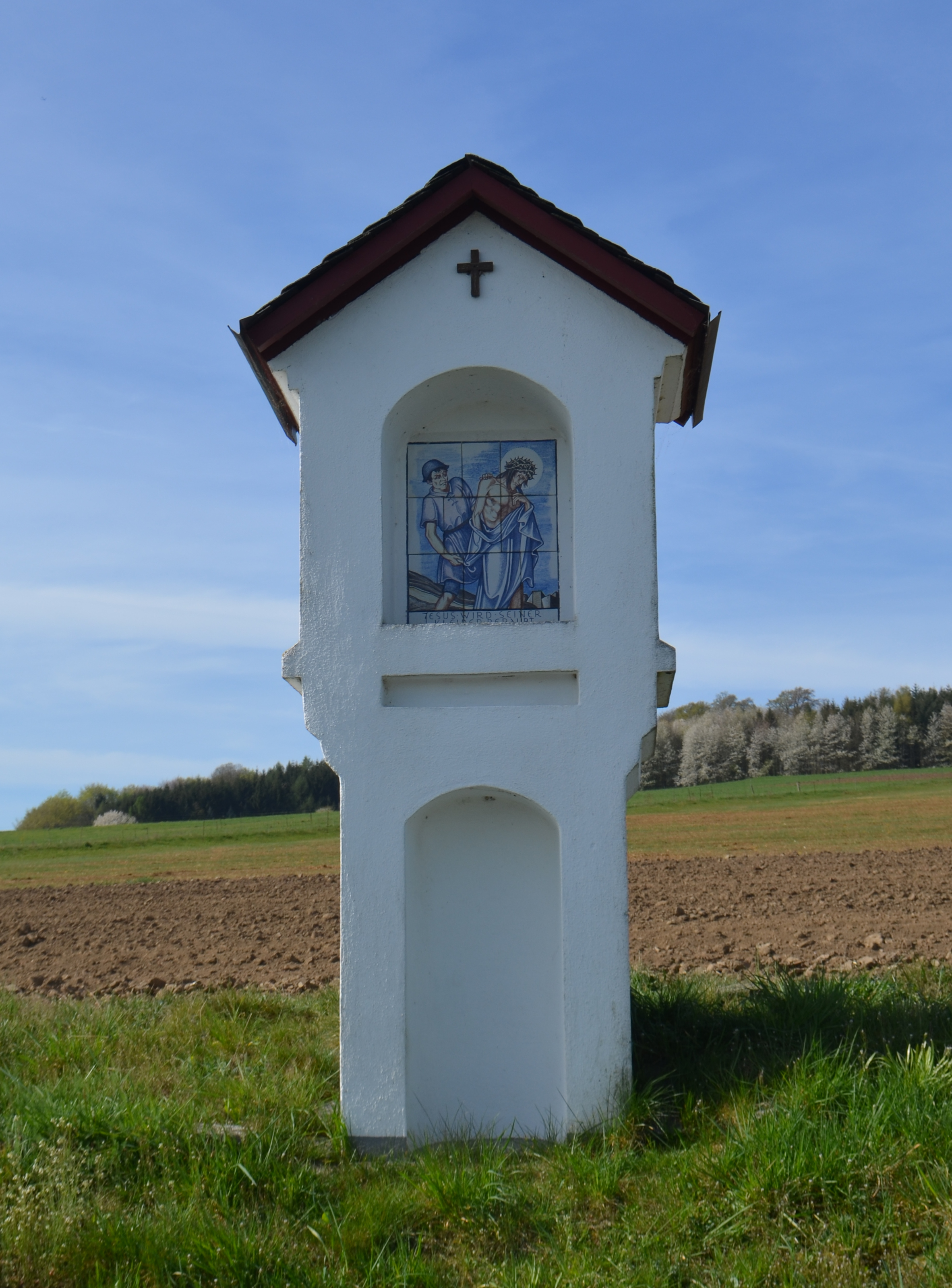
Kreuzweg, Station 10
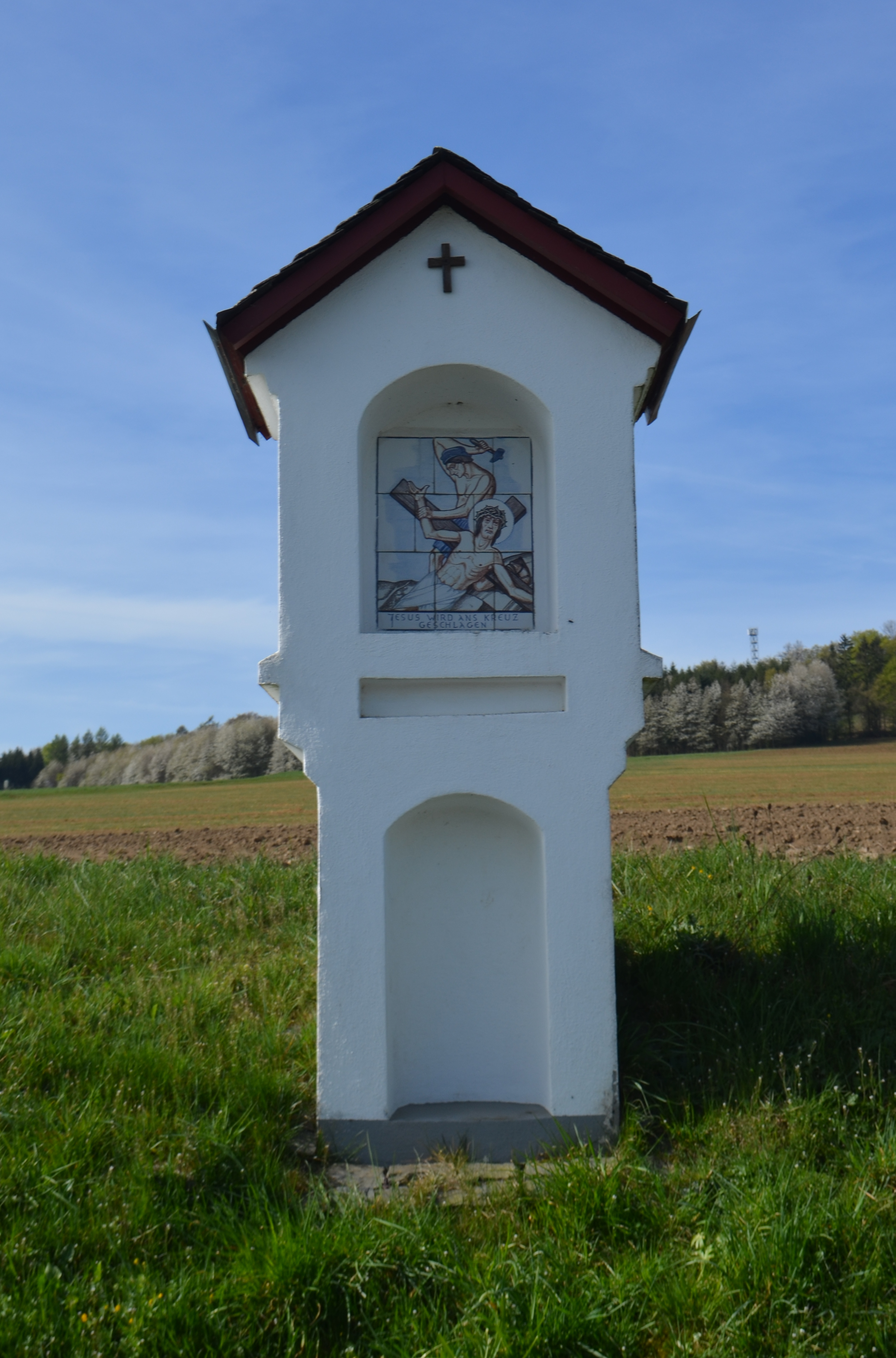
Kreuzweg, Station 11
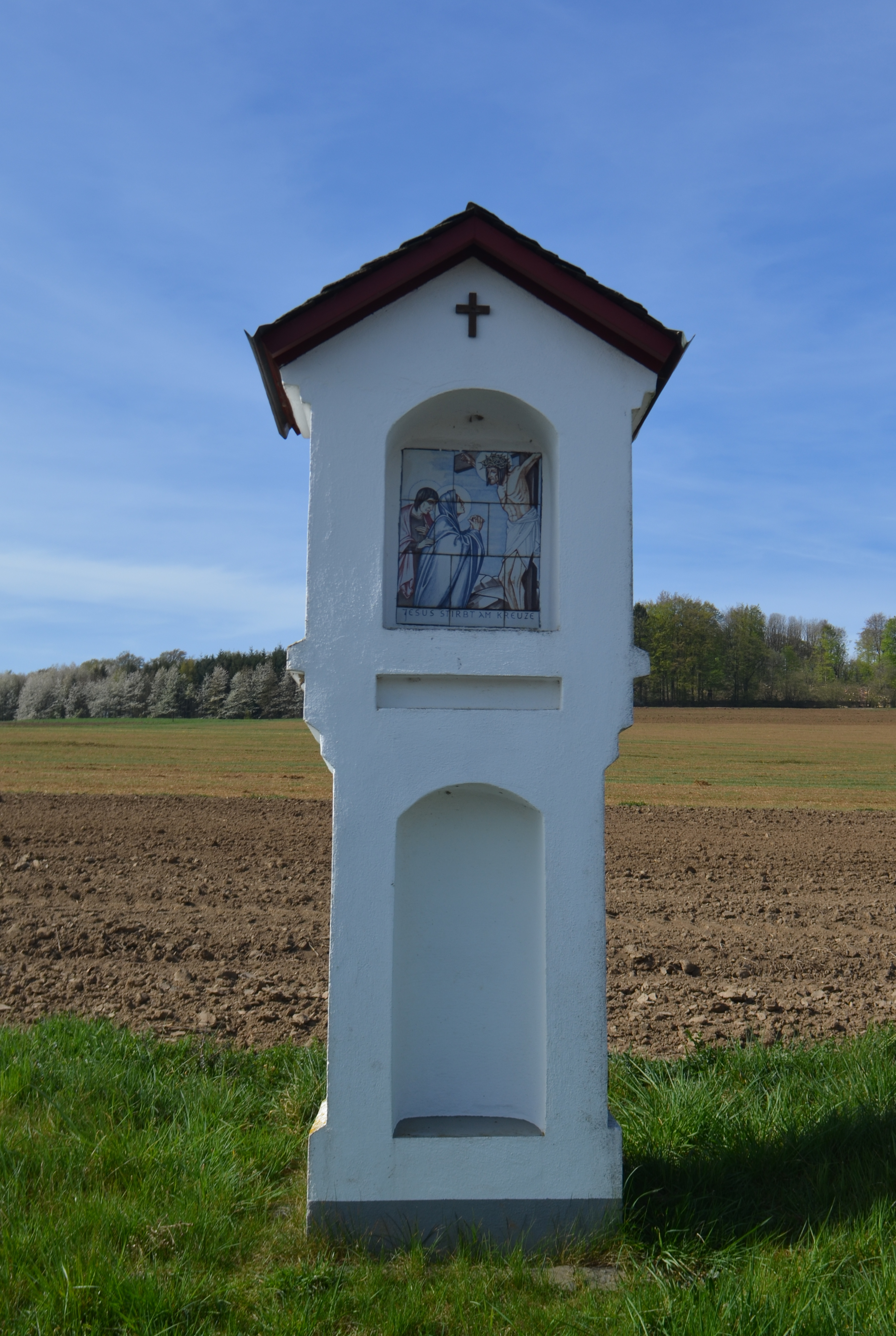
Kreuzweg, Station 12
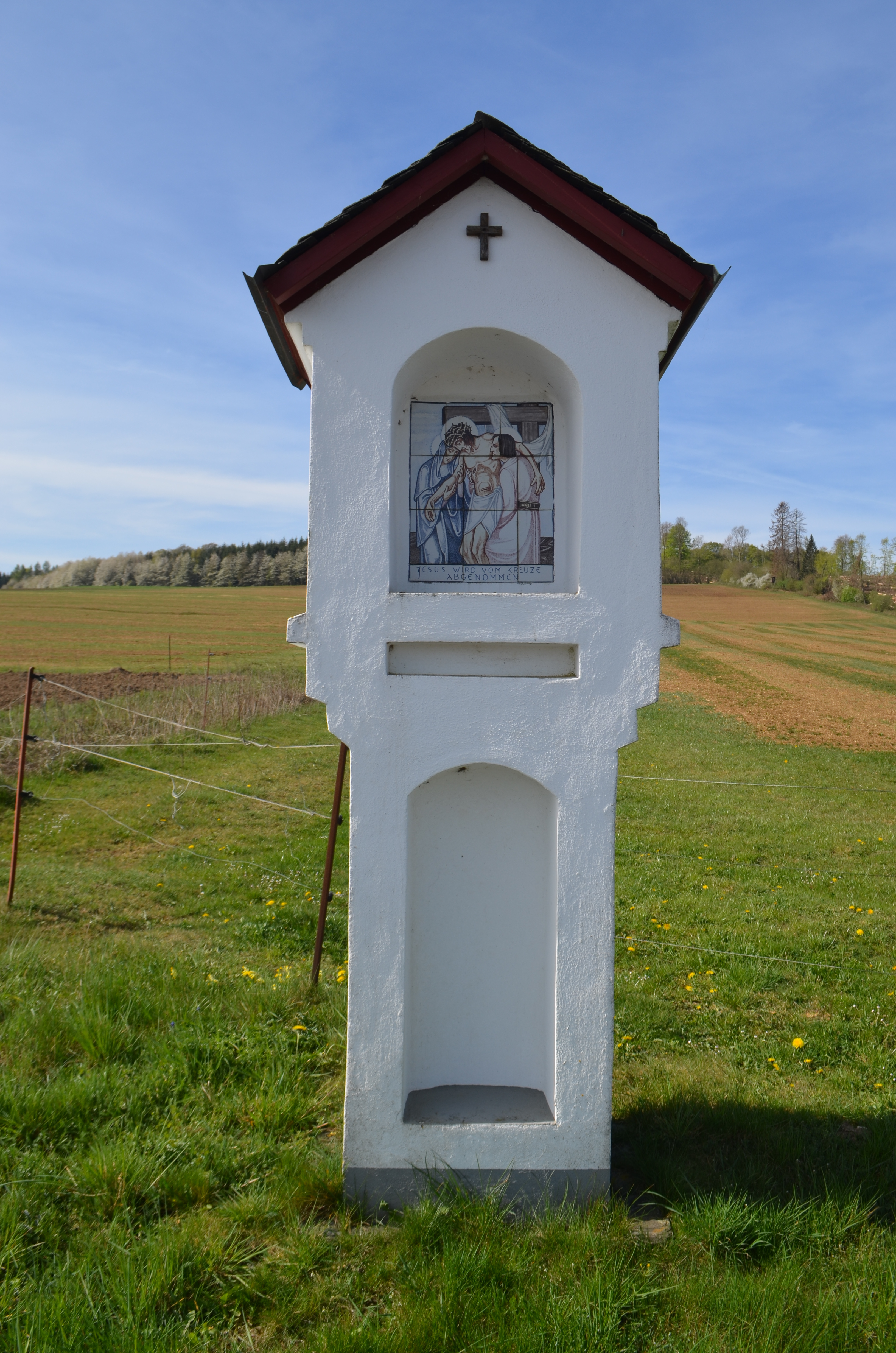
Kreuzweg, Station 13
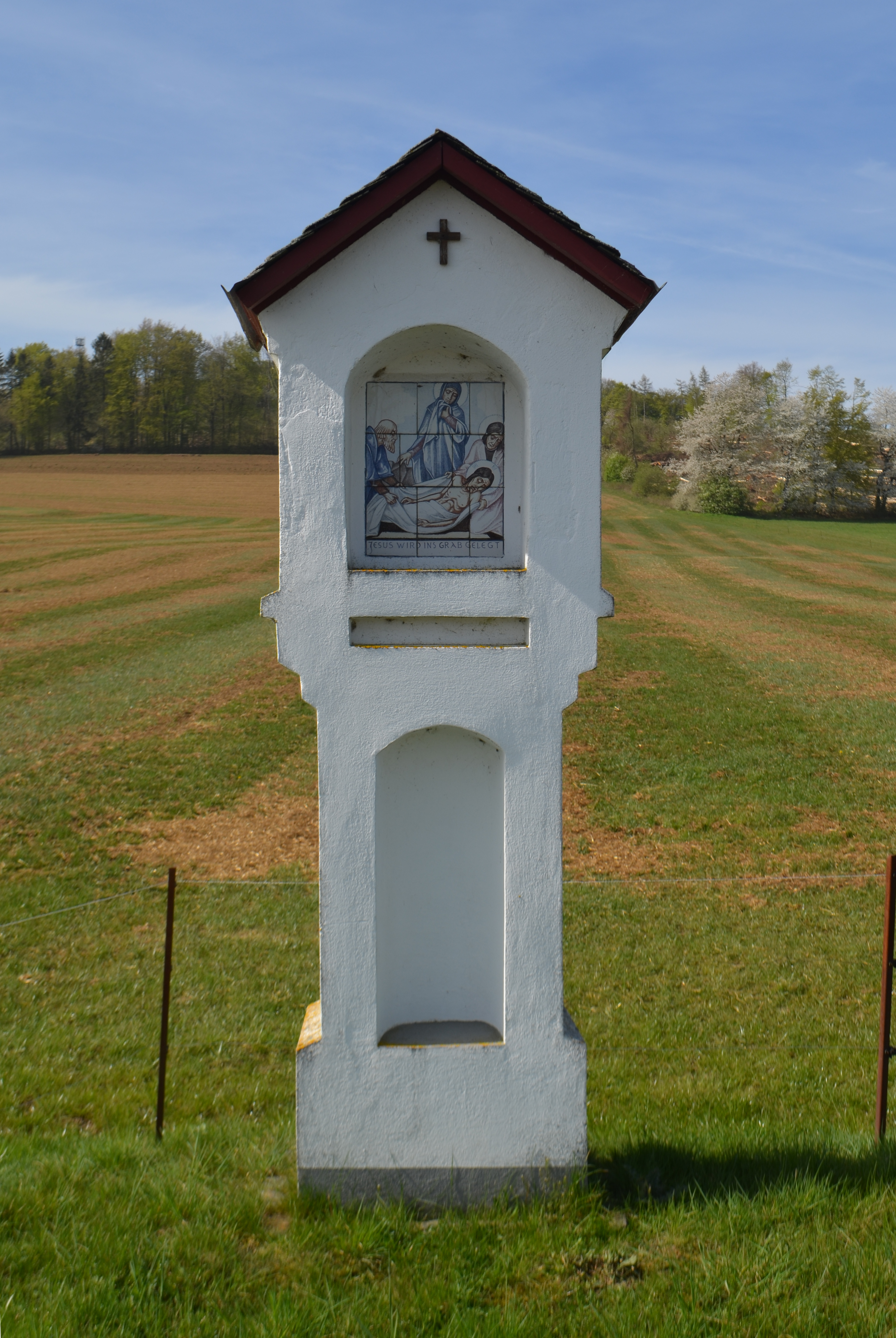
Kreuzweg, Station 14
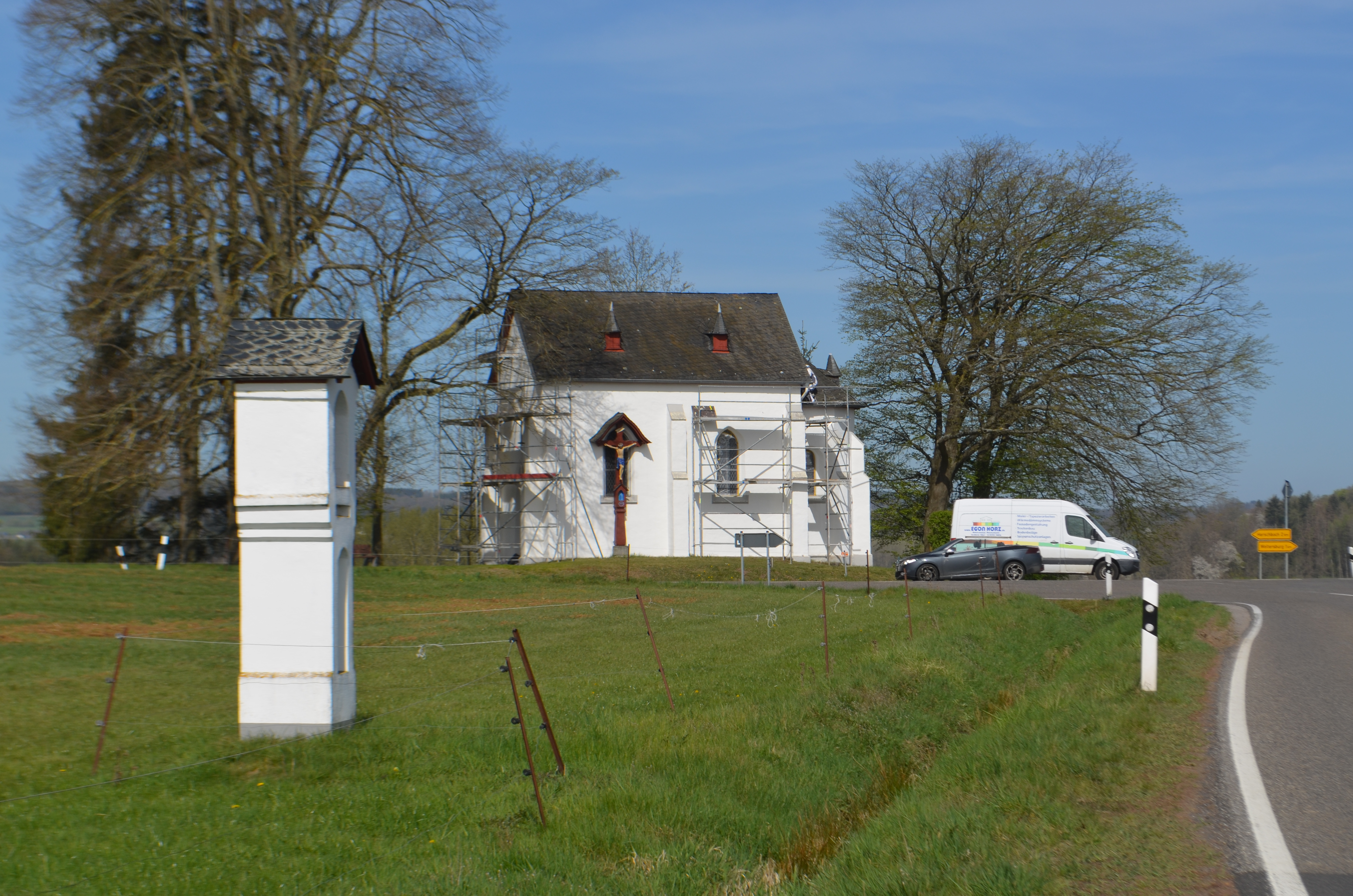
St.-Leonhard-Kapelle mit Station 4